# 안토아네타 코스타디노바
안토아네타 니콜라에바 코스타디노바(불가리아어: Антоанета Николаева Костадинова, 1986년 1월 17일~)는 불가리아의 사격 선수로 주 종목은 권총이다. 올림픽에 4회 참가했으며, 2020년 하계 올림픽에서 여자 10m 공기권총 은메달을 획득했다.
혼전 이름은 안토아네타 니콜라에바 보네바(불가리아어: Антоанета Николаева Бонева)였다.